# Kirovskiy Rayon (region i Kazakstan, Qaraghandy)
Kirovskiy Rayon är en region i Kazakstan.   Den ligger i oblystet Qaraghandy, i den centrala delen av landet, 190 km sydost om huvudstaden Astana.